# Caso Marcus Vinícius
O caso Marcus Vinícius foi a morte do adolescente Marcus Vinícius da Silva, de 14 anos, alvejado por um disparo de arma de fogo efetuado pela Polícia Militar, no Complexo da Maré, na Zona Norte do Rio de Janeiro, em 20 de junho de 2018, durante a intervenção federal no Rio de Janeiro em 2018, quando ele ia para escola, vestido com o uniforme escolar. O adolescente chegou a ser socorrido e levado para a Unidade de Pronto Atendimento (UPA) da Maré e transferido para o hospital Getúlio Vargas, mas não resistiu aos ferimentos.
Sua mãe afirma que o adolescente teria afirmado que teria sido alvejado por policiais enquanto estava no leito no hospital:
| “ | Quando eu cheguei na UPA, ele ainda estava com vida e me disse: ‘Mãe, tomei um tiro’. Eu falei pra ele: ‘Não fala, fica calado’. Ele respondeu: ‘Eu sei quem atirou em mim, eu vi. Foi o blindado, ele não me viu com a roupa de escola’. Aí eu falei: ‘Fica calado pra você ganhar fôlego e não te prejudicar’. Foi quando ele começou a gemer. | ” |
|   | — Bruna da Silva, mãe de Marcus Vinícius. |   |

Esta versão também é corroborada por uma testemunha.
Houve protestos dos moradores na noite e madrugada seguintes à sua execução, com bloqueios viários e veículos incendiados. Seu velório foi no dia seguinte no Palácio da Cidade e o enterro no Cemitério de São João Batista, com a caixão coberto com sua camisa do uniforme escolar alvejada e manchada de sangue, contando com a presença do então prefeito Marcelo Crivella.
Sua morte foi ainda alvo de fake news, com o argumento falso de que Marcus Vinícius seria traficante. As mensagens compartilhadas em redes sociais foram comprovadas falsas. Após prestar depoimento à polícia, Bruna declararia a imprensa que
| “ | Criaram um grupo na Internet para dizer que meu filho tinha envolvimento com o tráfico. Perdi meu filho e é uma dor. Essa é uma segunda dor. Agora eu tenho que provar pro estado que meu filho não era bandido, que ele era estudante e estava indo pra escola. | ” |
|   | — Bruna da Silva, mãe de Marcus Vinícius. |   |

Quatro anos após a morte, a Delegacia de Homicídios da Capital, responsável pela investigação do caso, ainda não havia  encaminhado o mesmo à Justiça. Menos de uma semana antes da data marcada para um depoimento, uma das testemunhas foi alvejada pela polícia, tendo morrido antes de receber socorro.
Desde a morte de Marcus Vinícius, Bruna se dedica a buscar justiça. É integrante do Movimento Mães da Maré, que reúne outras mães de pessoas mortas em confrontos na comunidade. Divulga o caso internacionalmente, já tendo palestrado nas Nações Unidas em Genebra, na Suíça.
| “ | (...) a principal testemunha do caso do meu filho, José Henrique da Silva, foi morto pela polícia e os policiais atribuíram a ele a posse de uma mochila com armas e drogas que foi apreendida antes, sob posse de outra pessoa. | ” |
|   | — Bruna da Silva, mãe de Marcus Vinícius. |   |

Sete anos após a sua morte, nenhum policial foi responsabilizado e o caso segue em segredo de justiça. Em um processo judicial, o Governo do Estado foi condenado pela Justiça a pagar uma indenização à mãe de Marcus Vinícius, mas recorreu.

## Repercussão
Em 2025, o documentário Meu Caminho até a Escola, dirigido por Diego Jesus, relatando o caso, com entrevista de Bruna da Silva, foi lançado no Festival de Documentários de Cachoeira.